# Welcome to the Punch - Nemici di sangue
Welcome to the Punch - Nemici di sangue (Welcome to the Punch) è un film del 2013 scritto e diretto da Eran Creevy, con protagonisti James McAvoy e Mark Strong.

## Trama
L'ex delinquente Jacob Sternwood è costretto ad abbandonare il suo nascondiglio islandese ed a tornare a Londra dopo che una rapina gestita dal figlio va a finire male. Con questo ritorno obbligato, il criminale dà la possibilità al detective Max Lewinsky di catturarlo, dopo aver passato svariati anni sulle sue tracce, restando però sempre un passo indietro e dopo essere stato ferito e menomato al ginocchio in una rapina tre anni addietro. Ma dietro tutto questo c'è una cospirazione molto più grande, ed entrambi dovranno risolvere i propri dilemmi per poter sopravvivere, collaborando insieme, seppur costretti dalle circostanze.

## Produzione
Le riprese del film, il cui budget ammontava a circa 8,5 milioni di dollari, sono state interamente effettuate a Londra nell'estate 2011.

## Promozione
Il primo trailer del film viene diffuso il 12 dicembre 2012.

## Distribuzione
La pellicola è stata distribuita nelle sale cinematografiche britanniche a partire dal 15 marzo 2013, mentre negli Stati Uniti d'America è uscito il 27 marzo.

## Riconoscimenti
- 2014 - London Critics Circle Film Awards
  - Miglior attore britannico dell'anno a James McAvoy